# Aurel (Drôme)
Pour les articles homonymes, voir Aurel.
Aurel est une commune française située dans le département de la Drôme, en région Auvergne-Rhône-Alpes.

## Géographie

### Localisation
Aurel est située à 20 km de Die et à 25 km de Crest.
La commune se situe dans le Diois, massif des Préalpes du sud au pied du Vercors, à la confluence de la Roanne et de la Drôme.

### Relief et géologie
Le village est perché sur une colline au milieu d'un cirque montagneux.
Sites particuliers :
Les principaux sommets alentour sont : La Plaine 1 231 m, la montagne de Gavet 1 163 m, Serre Chauvière 1 262 m.

#### Géologie
Une petite partie de la commune est dans le bassin de la Roanne : la rive droite de la basse vallée jusqu'au confluent avec la Drôme, que Félix Grégoire décrivait en 1911, caillouteuse comme une véritable « crau »[réf. nécessaire].
À l'est, le plateau de Solaure domine la combe de Vercheny. La commune d’Aurel partage avec celle de Barsac le flanc méridional de cette vaste cuvette taillée dans les roches marno-calcaires et que délimite, au sommet, une corniche de calcaire tithonique[réf. nécessaire].

### Hydrographie
La Drôme longe la partie occidentale du territoire communal, de même que le ruisseau de la Colombe qui passe au pied du vieux village. Ce dernier court sur 8,1km avant de se jeter dans la Roanne. 

### Climat
Pour des articles plus généraux, voir Climat d'Auvergne-Rhône-Alpes et Climat de la Drôme.
En 2010, le climat de la commune est de type climat méditerranéen altéré, selon une étude du CNRS s'appuyant sur une série de données couvrant la période 1971-2000. En 2020, Météo-France publie une typologie des climats de la France métropolitaine dans laquelle la commune est exposée à un climat de montagne ou de marges de montagne et est dans la région climatique Alpes du sud, caractérisée par une pluviométrie annuelle de 850 à 1 000 mm, minimale en été.
Pour la période 1971-2000, la température annuelle moyenne est de 11,6 °C, avec une amplitude thermique annuelle de 17,3 °C. Le cumul annuel moyen de précipitations est de 985 mm, avec 8,3 jours de précipitations en janvier et 5,4 jours en juillet. Pour la période 1991-2020, la température moyenne annuelle observée sur la station météorologique de Météo-France la plus proche, sur la commune de Die à 9 km à vol d'oiseau, est de 11,9 °C et le cumul annuel moyen de précipitations est de 939,1 mm,. Pour l'avenir, les paramètres climatiques de la commune estimés pour 2050 selon différents scénarios d'émission de gaz à effet de serre sont consultables sur un site dédié publié par Météo-France en novembre 2022.

## Urbanisme

### Typologie
Au 1er janvier 2024, Aurel est catégorisée commune rurale à habitat très dispersé, selon la nouvelle grille communale de densité à 7 niveaux définie par l'Insee en 2022.
Elle est située hors unité urbaine. Par ailleurs la commune fait partie de l'aire d'attraction de Die, dont elle est une commune de la couronne,. Cette aire, qui regroupe 27 communes, est catégorisée dans les aires de moins de 50 000 habitants,.

### Occupation des sols
L'occupation des sols de la commune, telle qu'elle ressort de la base de données européenne d’occupation biophysique des sols Corine Land Cover (CLC), est marquée par l'importance des forêts et milieux semi-naturels (76,7 % en 2018), en augmentation par rapport à 1990 (75,4 %). La répartition détaillée en 2018 est la suivante : forêts (52,9 %), milieux à végétation arbustive et/ou herbacée (22,1 %), zones agricoles hétérogènes (13 %), cultures permanentes (7,2 %), prairies (3 %), espaces ouverts, sans ou avec peu de végétation (1,7 %). L'évolution de l’occupation des sols de la commune et de ses infrastructures peut être observée sur les différentes représentations cartographiques du territoire : la carte de Cassini (XVIIIe siècle), la carte d'état-major (1820-1866) et les cartes ou photos aériennes de l'IGN pour la période actuelle (1950 à aujourd'hui).

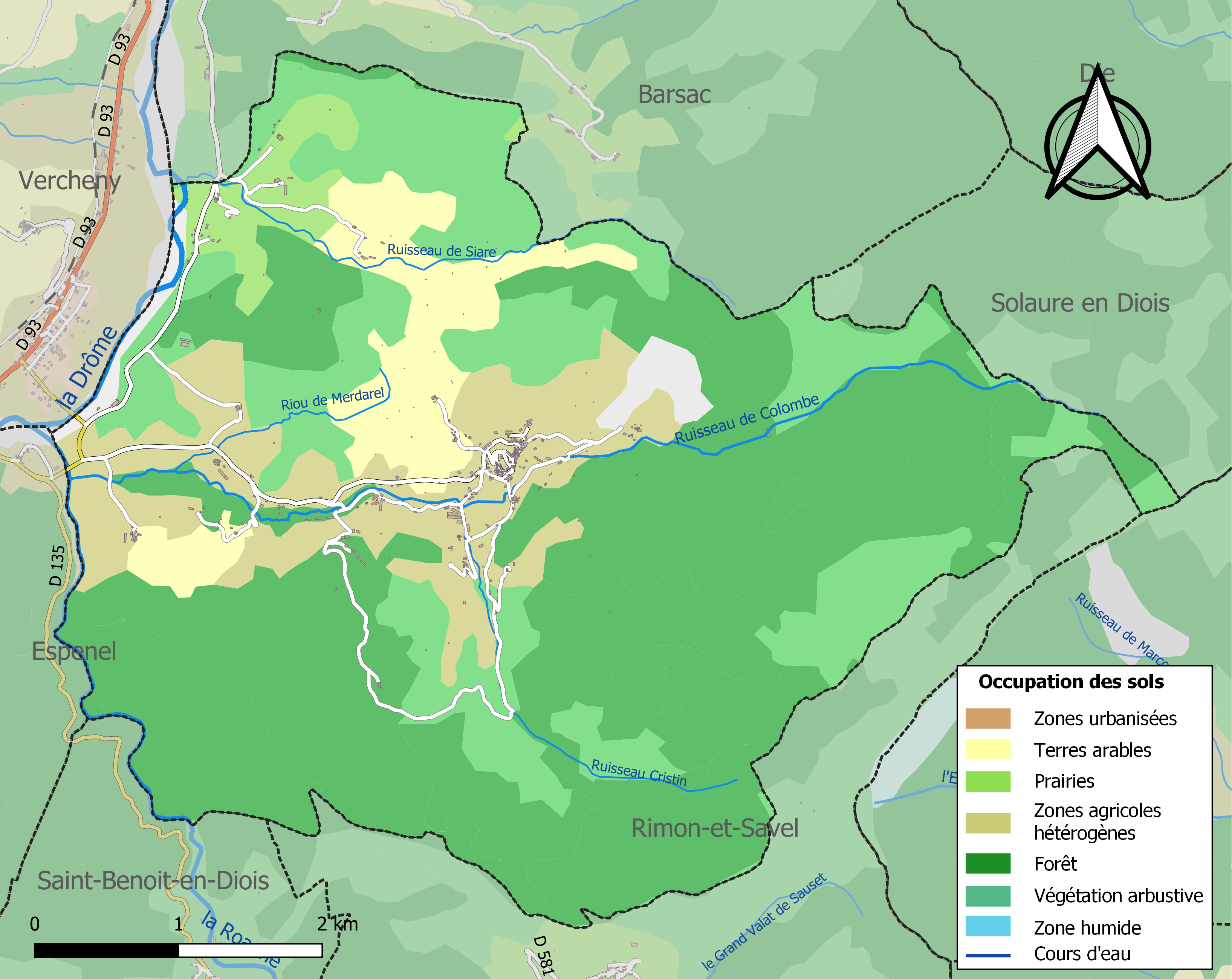
Carte des infrastructures et de l'occupation des sols de la commune en 2018 (CLC).

### Morphologie urbaine
Village disséminé et petit centre pittoresque perché.

#### Quartiers, hameaux et lieux-dits
Site Géoportail (carte IGN) :

## Toponymie

### Attestations
Dictionnaire topographique du département de la Drôme.
- 1193 : mention du mandement : mandamentum Aurelli (cartulaire de Die, 98).
- 1200 : castrum de Aurello et Aurel (cartulaire de Die, 59) (Ernest Nègre cite la forme Aurel[15]).
- 1509 : mention de l'église Sainte-Catherine : ecclesia baptismala sancte Catharine de Aurellis (visites épiscopales de Die).
- 1574 : Aureaux (inventaire Morin-Pons, I, 426).
- 1576 : mention d'une chapelle : capella bastide Aurellis (pouillé de Die).
- 1578 : lous Oureaulx (archives hosp. de Crest).
- 1891 : Aurel, commune du canton de Saillans.

### Étymologie
Le nom d'Aurel dériverait de la racine latine aura « vent », avec le suffixe -ellum

La situation de cet habitat, sur un plateau venteux, aurait généré ce toponyme. Il aurait la même racine que le nom du plateau de Solaure[réf. nécessaire].
Son nom ne peut pas provenir des pépites d'or qu'aurait transportées la Colombe[réf. nécessaire].

## Histoire

### Préhistoire
Les Chasséens et les hommes de l'âge des métaux ont laissé leurs traces dans les grottes de Solaure et du Fournet[réf. nécessaire].

### Antiquité: les Gallo-romains

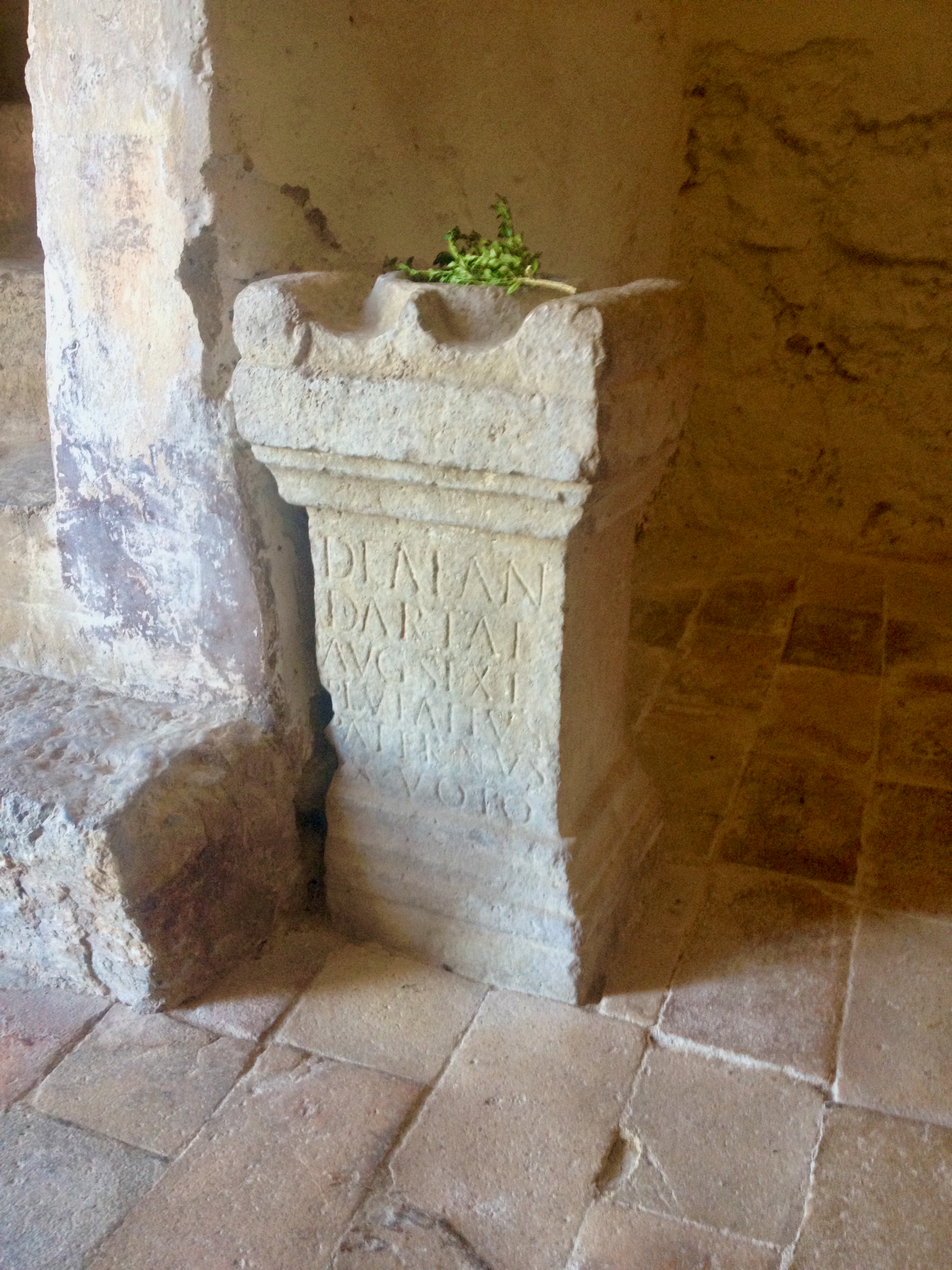
Ex-voto gallo-romain à la déesse Andarta.

Plusieurs villas, en particulier à Saint-Pierre et à Saint-Jean d'où proviennent deux autels dédiés l'un à Mars, l'autre à la déesse Andarta et de nombreux vestiges de riches habitations : plaques de marbre, briques d'hypocauste, pièces de monnaie, etc.[réf. nécessaire].
Une borne milliaire romaine du IVème siècle a été trouvée au Ravin des Bonnettes  sur la commune. Dédiée à Constance, elle est inscrite sur les listes "objet mobilier" de la Base Palissy des Monuments Historiques sous la référence PM26000078. Elle est conservée et  exposée au Musée Municipal d'Histoire et d'Archéologie de Die.
Un cippe funéraire (transformé en bénitier chrétien).

### Du Moyen Âge à la Révolution
La seigneurie :
- Au point de vue féodal, la terre (ou seigneurie) appartient à plusieurs seigneurs : notamment les Aurel, les Peloux et les Montclar.
- XIIe et XIIIe siècles : elle passe dans le domaine des évêques de Die jusqu'à la Révolution.

Au XIe siècle, il y a quatre églises.
Avant 1790, Aurel était une communauté de l'élection de Montélimar, subdélégation de Crest et du bailliage de Die.

Elle formait une paroisse du diocèse de Die. Son église était dédiée à sainte Catherine et fut remplacée au XVIe siècle par celle du prieuré. Les dîmes appartenaient au prieur du lieu qui présentait à la cure (voir Le Prieuré).

Le mandement d'Aurel avait la même étendue que la commune de ce nom.

#### Le Prieuré
Dictionnaire topographique du département de la Drôme :
- XIIIe siècle : mention du prieuré : Le Priols de Saint-Johan (censier de l'évêché de Die).
- 1449 : mention du prieuré : Prioratus de Aurrelis (pouillé hist.).
- 1450 : Sanctus Johannes de Aurellis (Rev. de l'évêché de Die).
- 1576 : Le Prioré des Aureaux (rôle de décimes).
- XVIe siècle : mention du prieuré : Prioratus Sancti Johannis de Oreolis (archives de la Drôme, fonds de l'évêché de Die).
- 1626 : mention du prieuré : Prioratus Sancti Johannis Doureau (pouillé général).
- 1670 : Le Prioré de Saint Jean d'Aurel (archives de la Drôme, E 2252).
- 1891 : Le Prieuré, ferme de la commune d'Aurel.

Ancien prieuré de l'ordre de Saint-Benoît (filiation de Cluny) dont le titulaire était décimateur et collateur dans la paroisse d'Aurel.

### De la Révolution à nos jours
En 1790, la commune est comprise dans le canton de Pontaix. La réorganisation de l'an VIII (1799-1800) la fait entrer dans le canton de Saillans.
XIXe siècle : Aurel élève les vers à soie grâce à ses 1200 mûriers[réf. nécessaire].

## Politique et administration

### Liste des maires
| Période                                                                      | Période                        | Identité                                    | Étiquette        | Qualité       |
| ---------------------------------------------------------------------------- | ------------------------------ | ------------------------------------------- | ---------------- | ------------- |
| Les données manquantes sont à compléter. : de la Révolution au Second Empire |                                |                                             |                  |               |
| 1790                                                                         | 1871                           | ?                                           |                  |               |
| Les données manquantes sont à compléter. : depuis la fin du Second Empire    |                                |                                             |                  |               |
| 1871                                                                         | 1874                           | ?                                           |                  |               |
| 1874                                                                         | 1878                           | ?                                           |                  |               |
| 1878                                                                         | 1884                           | ?                                           |                  |               |
| 1884                                                                         | 1888                           | ?                                           |                  |               |
| 1888                                                                         | 1892                           | ?                                           |                  |               |
| 1892                                                                         | 1896                           | ?                                           |                  |               |
| 1896                                                                         | 1900                           | ?                                           |                  |               |
| 1900                                                                         | 1904                           | ?                                           |                  |               |
| 1904                                                                         | 1908                           | ?                                           |                  |               |
| 1908                                                                         | 1912                           | ?                                           |                  |               |
| 1912                                                                         | 1919                           | ?                                           |                  |               |
| 1919                                                                         | 1925                           | ?                                           |                  |               |
| 1925                                                                         | 1929                           | ?                                           |                  |               |
| 1929                                                                         | 1935                           | ?                                           |                  |               |
| 1935                                                                         | 1945                           | ?                                           |                  |               |
| 1945                                                                         | 1947                           | ?                                           |                  |               |
| 1947                                                                         | 1953                           | ?                                           |                  |               |
| 1953                                                                         | 1959                           | ?                                           |                  |               |
| 1959                                                                         | 1965                           | ?                                           |                  |               |
| 1965                                                                         | 1971                           | ?                                           |                  |               |
| 1971                                                                         | 1977                           | ?                                           |                  |               |
| 1977                                                                         | 1983                           | ?                                           |                  |               |
| 1983                                                                         | 1989                           | Max Liotard                                 |                  |               |
| 1989                                                                         | 1995                           | ?                                           |                  |               |
| 1995                                                                         | 2001                           | ?                                           |                  |               |
| 2001                                                                         | 2008                           | Christian Gillouin                          |                  |               |
| 2008                                                                         | 2014                           | Robert Thomé                                |                  |               |
| 2014                                                                         | 2020                           | Jean-Christophe Aubert                      | (sans étiquette) | agriculteur   |
| 2020                                                                         | En cours (au 22 décembre 2020) | Jean-Christophe Aubert[source insuffisante] |                  | maire sortant |

## Population et société

### Démographie
L'évolution du nombre d'habitants est connue à travers les recensements de la population effectués dans la commune depuis 1793. Pour les communes de moins de 10 000 habitants, une enquête de recensement portant sur toute la population est réalisée tous les cinq ans, les populations de référence des années intermédiaires étant quant à elles estimées par interpolation ou extrapolation. Pour la commune, le premier recensement exhaustif entrant dans le cadre du nouveau dispositif a été réalisé en 2007.

En 2022, la commune comptait 262 habitants, en évolution de +8,26 % par rapport à 2016 (Drôme : +2,64 %, France hors Mayotte : +2,11 %).
| 1793 | 1800 | 1806 | 1821 | 1831 | 1836 | 1841 | 1846 | 1851 |
| ---- | ---- | ---- | ---- | ---- | ---- | ---- | ---- | ---- |
| 712  | 739  | 830  | 751  | 734  | 763  | 788  | 789  | 751  |

| 1856 | 1861 | 1866 | 1872 | 1876 | 1881 | 1886 | 1891 | 1896 |
| ---- | ---- | ---- | ---- | ---- | ---- | ---- | ---- | ---- |
| 721  | 700  | 659  | 655  | 633  | 544  | 534  | 524  | 542  |

| 1901 | 1906 | 1911 | 1921 | 1926 | 1931 | 1936 | 1946 | 1954 |
| ---- | ---- | ---- | ---- | ---- | ---- | ---- | ---- | ---- |
| 519  | 530  | 504  | 418  | 347  | 336  | 321  | 300  | 239  |

| 1962 | 1968 | 1975 | 1982 | 1990 | 1999 | 2006 | 2007 | 2012 |
| ---- | ---- | ---- | ---- | ---- | ---- | ---- | ---- | ---- |
| 243  | 228  | 199  | 204  | 204  | 205  | 220  | 222  | 243  |

| 2017 | 2022 | - | - | - | - | - | - | - |
| ---- | ---- | - | - | - | - | - | - | - |
| 245  | 262  | - | - | - | - | - | - | - |

### Enseignement
La commune relève de l'académie de Grenoble.

### Manifestations culturelles et festivités
- Fête communale : le 14 juillet[12].
- Fête patronale : le dernier dimanche de juillet[12].
- Vogue : les dernier dimanche et lundi du mois de juillet.

### Loisirs
Trois lieux de spectacles :
la cocoonerie : concerts, théâtre.
Columbia : concerts, animations. 
Temple : concerts, danse, expositions. 

### Sports
- Cross-car : une piste homologuée[23].
- Parapente : 3 sites de décollage[24].
- Raquettes à neige sur le plateau de Serre Chauvière[réf. nécessaire].
- Trial (compétition)[réf. nécessaire].
- VTT : plusieurs dizaines de kilomètres de chemins[réf. nécessaire].

### Médias
Le territoire de la commune se situe dans l'aire de diffusion de plusieurs médias :
- Presse écrite
  - Le Crestois, hebdomadaire de la vallée de la Drôme.
  - Le Dauphiné libéré, quotidien régional qui consacre, chaque jour, y compris le dimanche, dans son édition de « Valence-Drôme » un ou plusieurs articles à l'actualité du canton et de la commune, ainsi que des informations sur les éventuelles manifestations locales, les travaux routiers, et autres événements divers à caractère local.
  - L'Agriculture Drômoise, journal d'informations agricoles et rurales, couvre l'ensemble du département de la Drôme.
  - Drôme Hebdo (ancien Peuple Libre), hebdomadaire chrétien d'informations.
  - Journal du Diois, hebdomadaire du Diois au pays de saillans. On y trouve des  articles sur l'actualité du canton et de la commune, ainsi que des informations sur les éventuelles manifestations locales, les travaux routiers, et autres événements divers à caractère local.
- Presse audio-visuelle
  - Radio Saint Ferréol est une radio locale émise depuis Crest.
  - Ici Drôme Ardèche est une radio publique diffusée sur son territoire.

## Économie

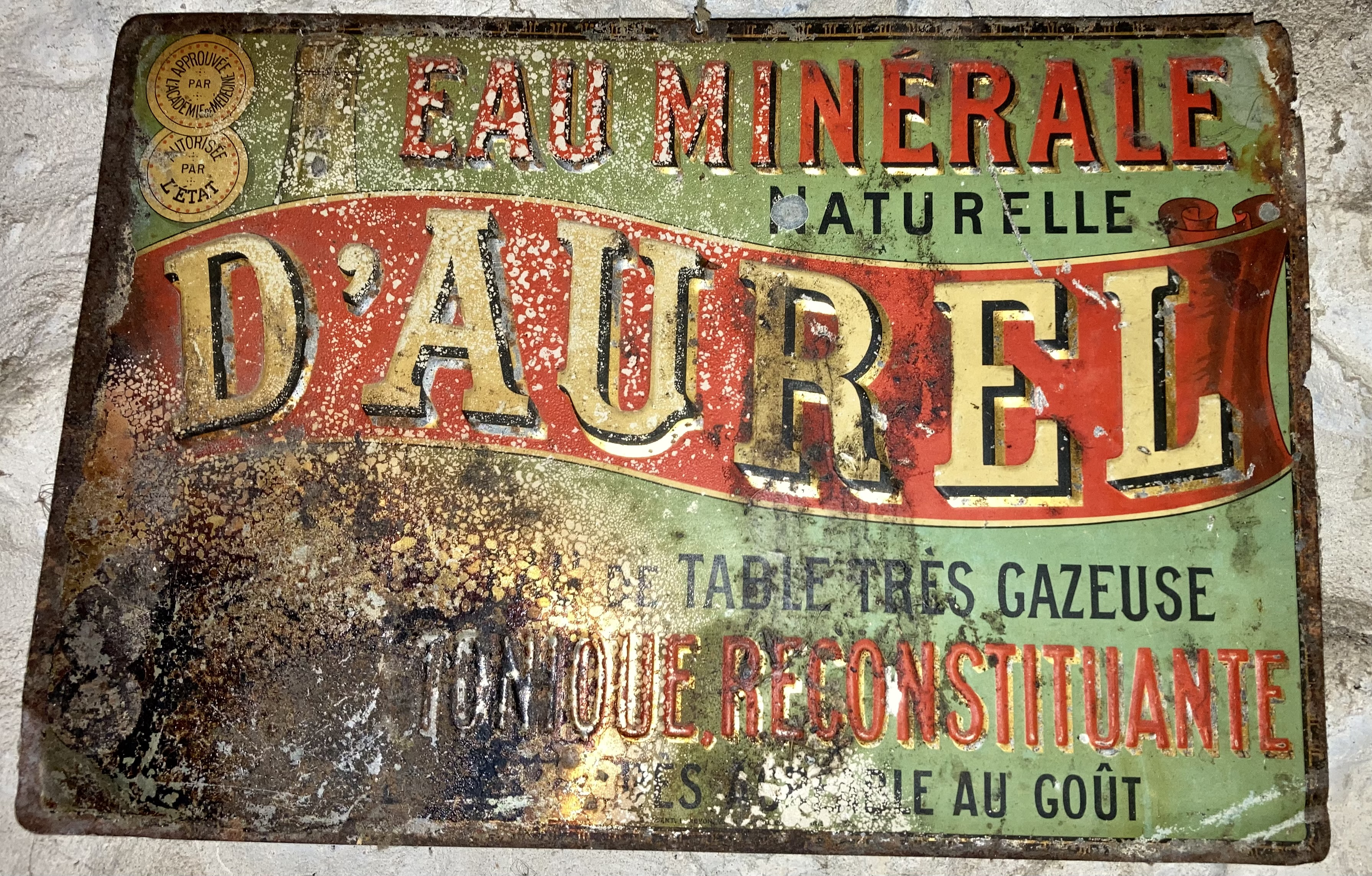
Ancienne réclame pour l'eau minérale gazeuse d'Aurel (Drôme)

### Agriculture
En 1992 : fourrage, vignes (vins AOC Clairette de Die), vergers, caprins, ovins.
La viticulture a toujours été importante :
- Vers 1250, la vigne tient déjà une place de choix dans la liste des cens dressée par l’évêque Amédée de Genève.
- En 1789, la récolte est surabondante et les vignerons exportent leur vin dans les montagnes voisines.
- Aujourd'hui, le cépage d'Aurel participe à la production de la fameuse Clairette de Die (AOC). Trois producteurs indépendants et 45 sociétaires de la cave coopérative de Die se partagent 140 hectares de clairette et de muscat.

Son eau minérale gazeuse et ferrugineuse a connu une certaine célébrité[réf. nécessaire] :
- XVIIe siècle : Nicolas Chorier la trouvait très salutaire contre la fièvre tierce.
- 1859 : officiellement autorisée, la source Bourdouyre produisait 120 000 bouteilles par an, sans compter la limonade que l'on obtenait en rajoutant du sucre et du citron.

### Tourisme
- Ensemble touristique communal très complet, avec camping, piscine et restaurant[réf. nécessaire].
- Camping communal : le camping de la Colombe (nom du petit ruisseau qui le borde) avec piscine[26].

## Culture locale et patrimoine

### Lieux et monuments
- Château Vieux : site du castrum médiéval déserté avec motte.
- Église Saint-Pierre d'Aurel (XIe siècle) : ancien prieuré dépendant de l'abbaye de Cluny, clocher-arcade, vestiges du prieuré[12].
- Temple protestant[12].

### Patrimoine naturel
- Cirque de Colombe[12].
- Rocher de l'Aigle[12].
- Géodes[12].
- Sources minérales[12].

### Personnalités liées à la commune
- Daniel Rey, homme politique, député de la Drôme de 1848 à 1851, né le 20 avril 1802 à Aurel (Drôme) et mort le 22 mars 1874 à Saillans (Drôme)
- Serge Gillouin : champion de France d'Autocross en 2000 et trois fois vice champion de France[réf. nécessaire].
- Tancrède Melet, funambule et artiste français, décédé lors d'un accident en 2016 sur la commune d'Aurel

### Héraldique, logotype et devise
|  | Aurel (Drôme) possède des armoiries dont l'origine et le blasonnement exact ne sont pas disponibles. |